# 4300 Marg Edmondson
4300 Marg Edmondson (1955 SG1) là một tiểu hành tinh vành đai chính được phát hiện ngày 18 tháng 9 năm 1955 bởi Đại học Indiana ở Brooklyn.